# カンガルー・ドッグ

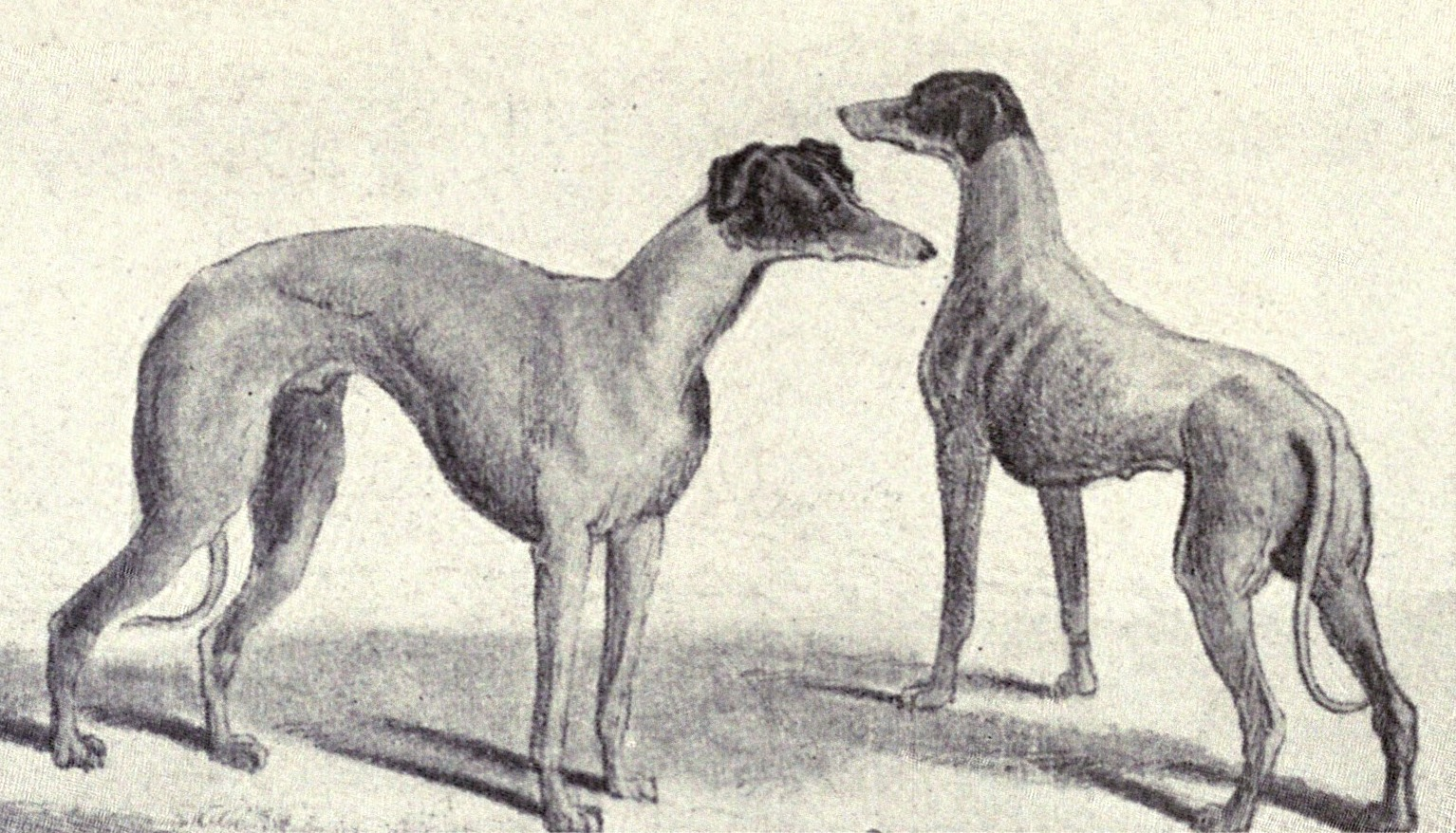
カンガルー・ドッグ（垂れ耳）

カンガルー・ドッグ（英: Kangaroo Dog）は、オーストラリア原産のサイトハウンド犬種である。
別名としてオーストラリアン・グレイハウンド（英: Australian Greyhoun）とも呼ばれていたが、同じくオーストラリア原産のストラスドゥーン・ディンゴ・キラーも同名で呼ばれていたため、現在はほとんどその名では呼ばれていない。
なお、カンガール・ドッグという名前のよく似たトルコ原産の牧羊犬種があるが、全くの別犬種である。

## 歴史
歴史は古く、オーストラリアに入植してきた移民が連れてきたイングリッシュ・グレイハウンドを元に作出された。オーストラリアの土着の生物はスピードが速く力も強かったため、イングリッシュ・グレイハウンドでは全く歯が立たなかった。そこで、イングリッシュ・グレイハウンドにアイリッシュ・ウルフハウンドやイビザン・ハウンド（ワイアーヘア）などを交配させる事によってこの犬種は誕生した。エミューやヒクイドリ、ディンゴやカンガルーを狩るのに使われ、最も多く狩る機会が多かったのがカンガルーであったため、この名前になった。かつては害獣を駆除する作業犬として人気が高かったが、オーストラリアの土着の生物を守る法律が制定されると仕事も減り、現在の仕事はヒクイドリとディンゴの狩りのみとなってしまったために数が減少し、現在は絶滅寸前である。

## 特徴
サイトハウンドのためマズル・首・脚・胴・尾が長い。コートはやや長めの剛毛で、狩猟時は天候による影響を受けない。耳はイビザン・ハウンドの影響で長い立ち耳になっていて、形状がカンガルーの耳に似ていることから「カンガルー・イヤー」と呼ばれている。尾は少し飾り毛のあるサーベルテール。毛色に制限は無く、体重は36kg前後でイングリッシュ・グレイハウンドよりも重い。
筋肉質の体で、体力が多くパワフルである。狩猟時は獰猛だが、家庭にいるときは大人しく素直な性格である。

## 参考
- 『デズモンド・モリスの犬種事典』（誠文堂新光社）デズモンド・モリス著書、福山英也、大木卓訳 誠文堂新光社、2007年